# Łyżwiarstwo figurowe na Letnich Igrzyskach Olimpijskich 1920 – soliści
Pokaz solistów były jedną z konkurencji w łyżwiarstwie figurowym na Letnich Igrzyskach Olimpijskich 1920. Zawody odbyły się w dniach 25-27 kwietnia. W zawodach uczestniczyło 9 zawodników z 6 państw.

## Wyniki
| Pozycja | Zawodnik         | Państwo           | CF | FS | Wynik |
| ------- | ---------------- | ----------------- | -- | -- | ----- |
| 1       | Gillis Grafström | Szwecja           | 1  | 1  | 7,0   |
| 2       | Andreas Krogh    | Norwegia          | 3  | 3  | 18,0  |
| 3       | Martin Stixrud   | Norwegia          | 4  | 2  | 24,5  |
| 4       | Ulrich Salchow   | Szwecja           | 2  | 5  | 25,5  |
| 5       | Sakari Ilmanen   | Finlandia         | 5  | 4  | 30,0  |
| 6       | Nathaniel Niles  | Stany Zjednoczone | 7  | 6  | 49,0  |
| 7       | Basil Williams   | Wielka Brytania   | 6  | 9  | 49,5  |
| 8       | Alfred Mégroz    | Szwajcaria        | 8  | 7  | 52,5  |
| 9       | Kenneth Beaumont | Wielka Brytania   | 9  | 8  | 59,0  |

Arbiter:
- Victor Lundquist

Jury:
- August Anderberg
- Louis Magnus
- Max Orban
- Knut Ørn Meinich
- Herbert Yglesias
- Edourd Delpy
- Walter Jakobsson